# Tandori Dezső

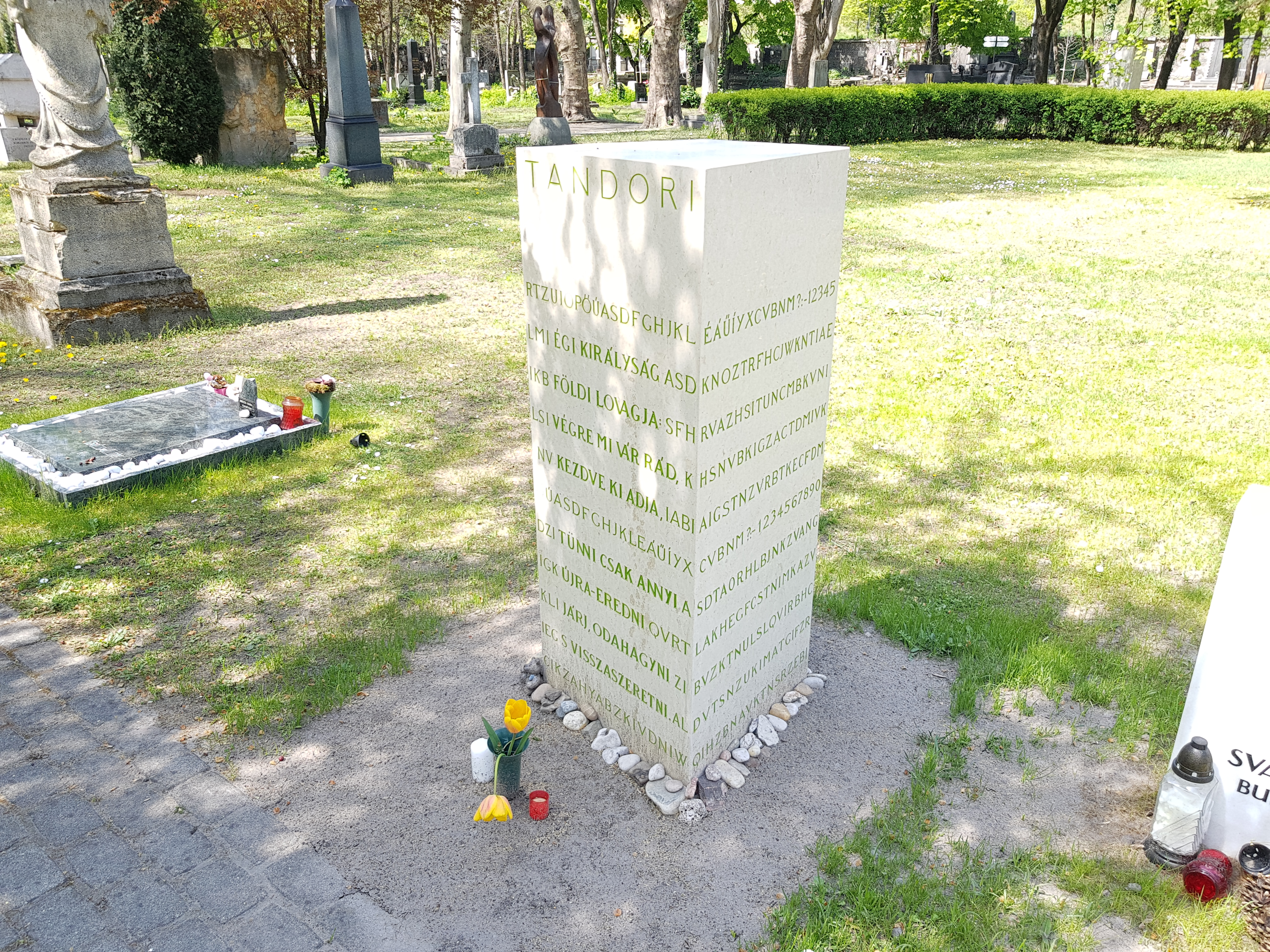
Tandori Dezső síremléke a Fiumei úti sírkertben

Tandori Dezső (Budapest, 1938. december 8. – Budapest, 2019. február 13.) a Nemzet Művésze címmel kitüntetett, Kossuth-díjas és József Attila-díjas magyar költő, író, műfordító. A Digitális Irodalmi Akadémia alapító tagja. Nat Roid álnéven krimit, Hc. G. S. Solenard néven pedig fantasztikus regényt írt.

## Életpályája
Tisztviselőcsaládban született. Gimnáziumi tanulmányait Budapesten végezte, 1957-ben érettségizett, a budapesti bölcsészkaron szerzett magyar–német szakos tanári oklevelet. Rövid ideig nevelőtanárként dolgozott, 1971-től szabadfoglalkozású íróként és műfordítóként működik. Felesége Tandori Ágnes (1942–2020), szintén író és műfordító volt.
Fiatalon bekerült gimnáziumi tanárának, Nemes Nagy Ágnesnek írói-baráti körébe (Mészöly Miklóssal, Ottlik Gézával, Mándy Ivánnal és másokkal volt szoros kapcsolatban). E kör filozófiai tájékozódása, ízlése és erkölcsi tartása nagy hatással volt írói pályakezdésére. Az irodalompolitikától tudatosan távol tartotta magát, „remeteélete” a hetvenes-nyolcvanas években legendássá vált. Budai lakásában 1977-től kezdve madárneveléssel foglalkozik, ami műveinek témavilágát is nagy mértékben befolyásolja. Kikapcsolódásként képzőművészeti tevékenységet is folytat; grafikái többnyire nyelvi leleményekre épülnek.
A kilencvenes években horizontja kitágult, utazni kezdett, ellátogatott Bécsbe, Párizsba, Londonba (itteni élményeiről dokumentumfilm is készült Londoni Tandori címmel), Koppenhágába és a bejárta Németország nagyvárosait is. Ebben a korszakában főleg a nyugati lóversenypályákon átélt élményeit dolgozta fel. 1994-től a Széchenyi Irodalmi és Művészeti Akadémia tagja.
2019. február 13-án hunyt el, március 5-én, a Fiumei úti sírkert művészparcellájában helyezték végső nyugalomra, Karinthy Frigyes, Karinthy Ferenc és Faludy György sírjához közel.

## Művei

### Verseskötetek
- 1968: Töredék Hamletnek (versek, Szépirodalmi; 2. kiadás: Q.E.D., 1995; 3. kiadás: Fekete Sas, 1999)
- 1973: Egy talált tárgy megtisztítása (versek, Magvető; 2. kiadás: Enigma 1900, 1995; 3. kiadás: Fekete Sas, 2000)
- 1976: A mennyezet és a padló (versek, Magvető; 2. kiadás: Fekete Sas, 2001)
- 1978: Még így sem (versek, Magvető)
- 1983: A feltételes megálló (versek, Magvető; 2. kiadás: Scolar, 2009)
- 1988: A megnyerhető veszteség (versek, Magvető)
- 1984: Celsius (versek, Magvető)
- 1987: A becsomagolt vízpart (versek irodalomról, képzőművészetről, Kozmosz Könyvek)
- 1989: Vigyázz magadra, ne törődj velem (válogatott versek, Zrínyi)
- 1991: Koppar Köldüs (versek, Holnap)
- 1995: Vagy majdnem az (versek, Balassi)
- 1996: A Semmi Kéz (versek, Magvető)
- 1998: A járóbeteg (versek, Magvető)
- 1999: Főmű (versek, Liget)
- 2001: Aztán kész (versek, Palatinus Könyvkiadó)
- 2001: Válogatott versei (válogatta Ambrus Judit, Unikornis)
- 2002: Az Oceánban (versek, Tiszatáj)
- 2004: Az Éj Felé (versek, Tiszatáj)
- 2006: A Legjobb Nap (versek, Tiszatáj)
- 2006: Válogatott versek (válogatta Ferencz Győző, Osiris)
- 2008: "A semmi napja mielőtt". Tandori Dezső rajzai Pilinszky János verseihez; Kortárs, Bp., 2008
- 2009: 2 és fél töredék Hamletnek (régi és új versek, Kláris / Q.E.D.)
- 2009: Rossz Reménység Foka (versek, Tiszatáj)
- 2009: Rilke és angyalai (versfordítások, versek, esszék, rajzok, Kortárs)
- 2010: Úgy nincs, ahogy van (versek, Scolar)
- 2011: Jaj-kiállítás (rajzok, versek, Scolar)
- 2012: Aforiz-dió, aforiz-mák (versek, aforizmák, Scolar)
- 2013: Szellem és félálom (versek, aforizmák, Tiszatáj)
- 2013: Tandori Light – Elérintés (versek, rajzok, Scolar)
- 2013: Sakkjátszótér; írta Polgár Judit és Polgár Zsófia, magyarra rímelte Tandori Dezső, rajz Polgár Zsófia; Cityvet Kft., Bp., 2013

### Gyerekversek
- 1977: Medvék minden mennyiségben (gyerekversek)
- 1979: Medvetavasz és medvenyár (gyerekversek)
- 1981: Játékmedvék verébdala (gyerekversek)
- 1981: Afrika, India, vadállatok őshona (gyerekversek)
- 1984: Medvék minden mennyiségben (és még verebek is) (gyerekversek)
- 1990: A felhúzható medveorr (gyerekversek)

### Regények
- 1977: Miért élnél örökké? (regény)
- 1979: A meghívás fennáll (regény)
- 1980: Valamivel több (regény)
- 1981: Helyből távol (regény)
- 1982: Ne lőj az ülő madárra! (regény)
- 1983: Sár és vér és játék (regény)
- 1988: Meghalni késő, élni túl korán (regény, "Egynyári vakjátszma" trilógia 1.)
- 1989: Egy regény, hány halott (regény, "Egynyári vakjátszma" trilógia 2.; a 3. kötet mindmáig kéziratban)
- 1994: Hosszú koporsó. H. K. Tandori Dezső rövidítése, 1990-1992; Balassi, Bp., 1994
- 1996: Az evidenciatörténetek (regény, rajzokkal)
- 1996: Medvék és más verebek (regény, rajzokkal)
- 1999: Nem lóverseny! (regény)
- 1999: Vissza a sírból (regény)
- 2000: Raszternyak – Egy másik párizsi regény (regény)
- 2001: Sohamár – de minek? (regény)
- 2003: Zabkeselyű (regény)
- 2006: 13:87 (regény)
- 2007: Zombi (regény)
- 2008: Torlandó szörfpóker (regény)
- 2009: Ki nem feküdt halál (regény)

### Ifjúsági regények
- 1979: Medvetalp és barátai (ifjúsági regény)
- 1980: Madárlátta tollaslabda (ifjúsági regény)[7]
- 1980: Nagy gombfocikönyv (ifjúsági regény)
- 1984: Mesélj rólam, ha tudsz (ifjúsági regény)
- 1985: Új nagy gombfocikönyv (ifjúsági regény)
- 1989: A legújabb kis-nagy gombfocikönyv (ifjúsági regény)

### Esszék
- 1979: A zsalu sarokvasa. Irodalmi tanulmányok; Magvető, Bp., 1979
- 1981: Az erősebb lét közelében (irodalmi esszék)
- 1982: Keserü: Tandori Dezső írása Keserü Ilonáról
- 1994: Kísértetként a Krisztinán (esszék, cikkek, tárcák)
- 1995: Madárzsoké (esszék, cikkek, tárcák)
- 1999: Keletbe fúlt kísérletek (irodalmi esszék)
- 1999: Kolárik légvárai (irodalmi és képzőművészeti esszék)
- 2000: Költészetregény (irodalmi esszék)
- 2002: Hét fejlövés (irodalmi esszék)
- 2003: "Hol élsz te?" (irodalmi esszék)
- 2005: A Honlap Utáni (esszék)
- 2008: Kilobbant sejtcsomók – Virginia Woolf fordítója voltam (irodalmi esszék)
- 2010: Csodakedd, rémszerda (cikkek, tárcák, tanulmányok)
- A szomszéd banánhal; Tiszatáj Alapítvány, Szeged, 2017 (Tiszatáj könyvek)

### Esszéregények
- 1997: Kész és félkész katasztrófák (esszéregény)
- 2001: A zen-lófogadás (esszéregény)
- 2003: Lábon vett filozófia (vallomásos esszéregény)
- 2006: Zen Koala Kártya (esszéregény)
- 2007: Bűnös-szent lófogadás (esszéregény)
- 2007: A komplett Tandori – komplett eZ? (esszéregény)

### Kisregények
- 1990: Szent Lajos lánchídja (kisregény)
- 1992: Döblingi befutó (kisregény)
- 1997: És megint messze szállnak (kisregény, "Kis trilógia" 1.)
- 1997: Pályáim emlékezete (kisregény, hangjátékok)
- 1998: Játék-történet (kisregény, "Kis trilógia" 2.)
- 1998: Utolsó posta Budapest (kisregény, "Kis trilógia" 3.)
- 2008: Kalandos Angliák (három kisregény)

### Egyéb művek
- 1981: Hérakleitosz H-ban (kiállítási katalógus)
- 1986: Madárnak születni kell…! (Tandori Ágnessel) (madárnevelési kézikönyv)
- 1977: "Itt éjszaka koalák járnak" (kispróza)
- 1979: Baranyay
- 1980: „Kedves Samu…”
- 1990: A tizedik név: Walton Street (kisregény "Underlord T." néven)
- 1981: Mint egy elutazás (színművek)
- 1991: Sancho Panza deszkakerítése (regényvázlat)
- 1993: Intermediális rajzok
- 1994: A dal változásai (tanulmány)
- 1995: Menedékjog (versantológia, Tandori szerkesztése)
- 1996: A vízre írt név – Name writ on water (rajzok)
- 1996: Király és Tandori
- 1997: Mr & Tandori (rajzok, kísérőszöveggel)
- 2000: Ködös Iker (elbeszélések, hangjátékok)
- 2007: Ördöglakat (aforizmák, képversek, vélemények)
- 2008: Szép Ernő (versek, esszék)
- Galambocskám. Tőrmellék. Tandori Dezső összegyűjtött műveiből, 2002–2004 kb.; Tiszatáj Alapítvány, Szeged, 2014 (Tiszatáj könyvek)
- Nincs beszédülés; Tiszatáj Alapítvány, Szeged, 2018 (Tiszatáj könyvek)
- Felplusztulás, leplusztulás; szerk., utószó Tóth Ákos; Tiszatáj, Szeged, 2021
- Tandori szubjektív. Tandori Dezső könyves írásai a Könyvhétben, 2006–2013; Kiss József, Bp., 2022
- "...most már csak néz beszédem", "2015"; szöveggond. Tóth Ákos; Tiszatáj Alapítvány, Szeged, 2023 (Tiszatáj könyvek)

### KrimikNat Roidírói álnéven
- 1980: Nem szeretném, ha fáznál!
- 1981: Túl jól fest holtan
- 1981: Most van soha
- 1982: Azt te csak hiszed, bébi![8]
- 1983: … de maradj halott![9]
- 1984: Egyre kisebb gyilkosságok
- 1985: Bízd a halálra
- 1986: Meghalni és megszeretni
- 1987: Holtteste éltesse!
- 1998: Vér és virághab
- 2005: Írd hozzá a vért!

### Hc. G. S. Solenardírói álnéven
- 1984: A Stevenson biozmagória (fantasztikus regény)[10][11]

## Műfordításai
A teljes terjedelmükben Tandori által fordított köteteken kívül csak azokat az antológiákat, gyűjteményes köteteket soroljuk fel, amelyekben Tandori közreműködése nagyobb mértékű volt. A többször is megjelent műveknek csak az első kiadását említjük.
| - Theodor Adorno: Zene, filozófia, társadalom (1970) - J. D. Salinger: Franny és Zooey (társfordító) (1970) - J. D. Salinger: Magasabbra a tetőt, ácsok - Seymour: Bemutatás (társfordító, 1970) (a Magasabbra a tetőt, ácsok Lengyel Péter fordítása, a Seymour: Bemutatás Tandori Dezsőé) - Kristijonas Donelaitis: Évszakok (1970) - Lukács György: Történelem és osztálytudat (társfordító, 1971) - H. E. Nossack: A d'Arthez-ügy (1971) - Sylvia Plath: Az üvegbúra (1971) - Jean Rhys: Széles Sargasso-tenger (1971) - Mark Twain: Élet a Mississippin (társfordító) (1971) - V. Woolf: Mrs. Dalloway (1971) - S. Beckett: Murphy (1972) - Fazil Husnu Daglarca: Öltözködne a halott (1972) - Graham Greene: Utazás térkép nélkül (1972) - Peter Hacks: Drámák (társfordító) (1972) - Gustav Janouch: Beszélgetések Kafkával (1972) - Randall Jarrell: Döntés életre-halálra (1972) - Lukács György: Adalékok az esztétika történetéhez (társfordító, 1972) - Richard B. Pape: Bátorság, légy a társam! (1972) - Heinrich Heine: Versek (társfordító, 1973) - Franz Kafka: Elbeszélések (társfordító, 1973) - Justinas Marcinkevicius: Táj látomással (1973) - Alan Alexander Milne: Hatévesek lettünk (1973) - Upton Sinclair: Manó-mobil (1973) - Franz Werfel: Cella (1973) - Thomas Bernhard: Fagy (1974) - Georg Wilhelm Friedrich Hegel: Esztétika (1974) - Eric Hobsbawm: Primitív lázadók (1974) - Werner Hofmann: A modern művészet (1974) - Hermann Kant: Impresszum (1974) - Egon Erwin Kisch: Szenzáció! Szenzáció! (1974) - Ernst Toller: Német voltam én is… (1974) - Fred Wander: Pillantás Hollandiára (1974) - George Byron: Angol bárdok, skót ítészek - Ítéletnapi látomás - A valcer (1975) - Hans Magnus Enzensberger: Honatyák és ponyvahősök (1975) - Lea Grundig: Eleven láng (1975) - Lukács György: A heidelbergi művészetfilozófia és esztétika - A regény elmélete (1975) - France Prešeren versei (társfordító, 1975) - George Dunning: Egy angol a partizánok között (1976) - K. Kahn: Ó, ti hillbilly nők (1976) - Ross MacDonald: Csipkerózsika (1976) - Ulrich Plenzdorf: Az ifjú W. új szenvedései (1976) - Günter Ogger: Az öreg Fritz két birodalma (1976) - Vera Ferra-Mikura: Barátnőm, Rozina (egy kötetben a szerző korábban is megjelent, Tizenkettő: nem egy tucat! című regényével, melyet Sziráky Judith fordított) (1976) - Heinrich von Kleist: Pentheszileia - Homburg hercege (1977) - Robert Musil: A tulajdonságok nélküli ember (1977) - Karl Kraus: Az emberiség végnapjai (1977) - Rolf Schneider: Komolytalan történetek (1977) - Alexander Stenbock-Fermor: Germánia alulnézetben (1977) - Erich Arendt: Empodeklész-kikötő (1977) - Klasszikus német költők a középkortól a XX. századig (társfordító, 1977) - Arne Falk-Rönne: A déli tenger hét hulláma (1978) - Hans Grundig: Karnevál és hamvazószerda között (1978) - Hauser Arnold: A művészettörténet filozófiája (1978) - Louise Hillary: A felhők felett (1978) - Heinz Kahlau versei (1978) - Föld és vadon (versfordítások, 1978) - Paul Herbert Freyer: Viharmadarak (1978) - Egon Erwin Kisch: Prágai utcák és éjszakák (1978) - Heiner Müller: Drámák (1978) - Sylvia Plath: Zúzódás (1978) - Wole Soyinka: Az oroszlán és az ékszer (1978) - Peter Hacks: Három dráma (társfordító) (1979) - Hozott isten, holdacska - Finnugor varázsigék, imádságok, siratók (társfordító, 1979) - Justinas Marcinkevicius: Három dráma (1979) - Ferdinand May: A "fekete kéz" (1979) - Jürgen Rennert versei (1979) - Thomas Bernhard: A mészégető (1979) - Alexander Giese: Marcus Aurelius (1979) - Peter Handke: A kapus félelme a tizenegyesnél (1979) - Hermann Kant: Lehet egy átkeléssel több? (1979) - Walter Benjamin: Angelus Novus (társfordító, 1980) - Dee Brown: Vasút a Vadnyugaton (1980) - Csillagok órája - Válogatás a Szovjetunió köztársaságainak költészetéből (társfordító, 1980) - Seamus Heaney versei (1980) - Jevgenyij Jevtusenko: Ballada a nekifutásról (társfordító, 1980) - Hermann Kant: Futásod véget ér (1980) - Litván költők (társfordító) (1980) - Nguyen Trai: Írás egy kardon (társfordító, 1980) - Mikołaj Rej - Jan Kochanowski - Mikołaj Sęp Szarzyński: Versek (társfordító, 1980) - August Wilhelm Schlegel-Friedrich Schlegel: Válogatott esztétikai írások (társfordító, 1980) - Johann Wolfgang von Goethe: Antik és modern (társfordító, 1981) - Franz Kafka: Naplók, levelek (társfordító, 1981) - Irina Korschunow: Töftöf és a kék óriás (1981) - Dmitro Pavlicsko: Fénylő kékségben egy madár (1981) - Wallace Stevens: Pasziánsz a tölgyek alatt (1981) - Japán haiku versnaptár (1981) - Stefan Zweig: A tegnap világa (1981) - Ernst Ludwig Bock: Walkür nem mosolyog (1982) - Frantisek Fajtl: Oroszlán az égen (1982) - Földisten lánykérőben - Finnugor mitológiai történetek és eposzok (1982) - Johann Wolfgang von Goethe: A természetes leány (1982) - Hans Henny Jahnn: III. Richárd megkoronázása (Hoppá, élünk! - Német expresszionista drámák) (1982) - Egon Erwin Kisch: Kriminalisztikai kalandozások (1982) - Ki volt Edgar Allan? - Hét új kisregény Ausztriából és az NSZK-ból (társfordító, 1982) - Josef Lada: Svejk, a derék katona kalandjai képekben (1982) - Ronald David Laing: Tényleg szeretsz…? (1983) - Magtimguli Piragi: Álmunkban múlik el (1983) - Johann Nepomuk Nestroy: Lumpáciusz Vagabundusz (1983) - Thomas De Quincey: Egy angol ópiumevő vallomásai (1983) - Johann Wolfgang von Goethe: Wilhelm Meister vándorévei avagy a lemondók (1983) - Lombos ágak szívverése (versfordítások, 1983) - Feo Belcari: Játék Ábrahámról és Izsákról-Castellano de Castellani: Játék a tékozló fiúról (Akárki - Misztériumjátékok) (1984) - Srecko Kosovel: Ősz a Karsztokon (1984) - Michael Krüger versei (1984) - Nguyen Du: Kieu története (1984) - Sza-Szkja Pandita: A bölcsesség kincsestára (1984) - Miroslav Válek: Szó (1984) - J. R. R. Tolkien: A Gyűrűk Ura versbetétei a 12. fejezttől (1985) - Jürgen Theobaldy versei (1985) - Edda (1985) - Novalis és a német romantika költői (társfordító, 1985) - Johann Wolfgang von Goethe: Irodalmi és művészeti írások (társfordító, 1985) - Klasszikus angol költők (társfordító, 1986) - Lénárd Sándor: A római konyha (1986) - Theodor Storm-Gottfried Keller-Conrad Ferdinand Meyer: Versei (társfordító, 1986) - Galamb özönvíz után - Modern ciprusi költők (társfordító, 1986) - Xuan Dieu: Az arékapálma virága (társfordító, 1986) - Edgar Rice Burroughs: Tarzan dzsungeltörténetei (1987) - Edgar Rice Burroughs: Tarzan és az aranyszőrű oroszlán (1988) - Edgar Rice Burroughs: Tarzan a rettenetes (1988) - Rainer Maria Rilke: Duinói elégiák (1988) - Brigitte Hamann: Erzsébet királyné (versfordítások, 1988) - Tört álmok - Ír költők antológiája (társfordító, 1988) - Samuel Beckett: Előre vaknyugatnak (társfordító, 1989) - Edgar Rice Burroughs: Tarzan, a dzsungel ura (1989) - Hart Crane: Mindenek neve (1989) - Lilli Palmer: A vörös holló (1989) - Amerikai költők antológiája (társfordító, 1990) - Lion Feuchtwanger: Jud Süss (1990) - Robert Bloch: Tűzgolyó (1990) - Robert Bloch: Pszicho (1990) - Kate Coscarelli: Tökély (1990) - Shaun Hutson: Árnyak (1990) - Edgar Rice Burroughs: Tarzan, a legyőzhetetlen (1990) - Edgar Rice Burroughs: Tarzan a föld mélyén (1990) - Edgar Rice Burroughs: Tarzan és az elveszett birodalom (1990) | - Shaun Hutson: Áldozatok (1990) - Stephen Donaldson: A Kárhozat Urának átka (1990) - Philipp Vandenberg: Egy orvos - a nők álma (1990) - Gitta van Bergen: Éjszaka a műtőben (1990) - Jason Dark: Boszorkánycsók (1990) - Peter Handke: Az ismétlés (1990) - Amy Clampitt versei (1990) - Judith Krantz: Örökölt szerelem (1990) - Ronald David Laing: Bölcsek, balgák, bolondok (1990) - Műholdas rózsakert (versfordítások) (1991) - Robert Bloch: Pszicho 2 (1991) - Betty Mahmoody: Lányom nélkül soha (1991) - Mickey Spillane: Én, a bíró (1991) - Edgar Rice Burroughs: Tarzan és az aranyváros (1991) - Susanna Partsch: Klimt élete és művészete (1992) - Betty Mahmoody: Végzetes szülők (1992) - Judith Krantz: Még viszontlátjuk egymást (1992) - Gerty Agoston: Száz férjem volt (1992) - George Brown: Vérkör (1992) - Jackie Collins: A hódító (1992) - Michele Stegman: A kapitány kedvese (1992) - Linda A. Cooney: Szerelmes szívek (1992) - Patricia Potter: Jogtalan (1992) - Lisa Hell: Szerelem? Mi az? (1992) - Andrew Mason: Másodszorra az igazi (1992) - Andrew Mason: Egy szűzies férfi (1992) - Andrew Mason: Mindig így csinálod? (1992) - Marilyn Ross: Arc a ködben (1992) - Carl Gustav Jung: Válasz Jób könyvére (1992) - Arthur Schopenhauer: A világ mint akarat és képzet (Tandori Ágnessel, 1992) - Anne McAllister: Álomvadászat (1993) - Ariel Berk: Testünk szava (1993) - Jennifer Taylor: Rózsák tengere (1993) - Judith Krantz: Daisy hercegnő (1993) - Nora Roberts: Titkos bűnök (1993) - Jude Deveraux: Fénylő lovag (1993) - Erich Segal: Hívő lelkek (1993) - Ingrid Uebe: Bömbölő Balambér (1993) - Elizabeth Anderson: Gyémántok (1993) - Judith Krantz: A Tutti Butik (1994) - Amy Tan: Tűzisten asszonya (1994) - Ridley Pearson: Szívrabló (1994) - U. Danella: Szivárvány (1994) - Konrad Lorenz: Az agresszió (1994) - Heimito von Doderer: A Strudlhof-lépcső (1994) - Friedrich Nietzsche: Bálványok alkonya (1994) - Quinn Wilder: Te vagy a fődíj (1994) - Judith Bowen: A nagy fogás (1994) - Dallas Schulze: Megszelídülve (1994) - Arthur Herzog: Tegyél minket boldoggá (1994) - Eva Heller: Szerzek én még új fiút! (1994) - Marie Louise Fischer: Házasságtörés (1994) - U. Danella: A két Barbara (1994) - Alexandra Ripley: Sötét arany (1994) - Dzs. Szadat: Egyiptom asszonya (1995) - Edmond Rostand: Don Juan utolsó éjszakája (Tandori Ágnessel, 1995) - C. Anderson: Távoli vizeken (1995) - Janet Ferguson: A barátnőm barátja (1995) - Arthur Herzog: Örülök, hogy itt voltál (1995) - James Carroll: Életre halálra (1996) - Nellie Bly: Barbra (1996) - Jenna McKnight: Ingatag ingatlan (1996) - Emma Darcy: Nem homokvár (1996) - Gert Hofmann: Veilchenfeld (1996) - E. T. A. Hoffmann: Az elveszett tükörkép története (társfordító, 1996) - J. R. R. Tolkien: Az elveszett mesék könyve (1996) - Conrad Ferdinand Meyer: Gusztáv Adolf apródja-Theodor Storm: Erdei tó (1997) - Ada Petrova-Peter Watson: Hitler halála - A végső szó (1997) - Kathleen Keating: Ölelések kiskönyve (1997) - Fynn: Anna könyve (1997) - Anna Nahowski: Ferenc József szeretője voltam (1997) - Jessica Hart: Majd beletanulok (1997) - Felicitas Corrigan: Barátok egy életre - G. B. Shaw és egy apáca barátsága (1997) - Omar Khajjám: A mulandóság mámora (társfordító, 1997) - Antonin Artaud: Artaud, a mumus (1998) - Thomas Bernhard: A színházcsináló (társfordító, 1998) - Caroline Hanken: Királyi szeretők (1998) - Elfriede Jelinek: Kis csukák (1998) - Heinrich von Kleist: Robert Guiscard, a normannok hercege - Az eltört korsó (1998) - Ian McEwan: Amszterdam (1999) - Ian Fleming: Voodoo (Live and Let Die) (1999) - Max Frisch - Friedrich Dürrenmatt: Levélváltás (1999) - Arthur Koestler: India (1999) - Arthur Koestler: Japán (1999) - Szexuális mélyfúrások - Szürrealisták a szerelemről (1999) - Christa Maerker: Marilyn Monroe és Arthur Miller (1999) - Robert Musil: Esszék (társfordító, 2000) - Herbert Genzmer: Salvador és Gala Dalí (2000) - Kyra Stromberg: Zelda és F. Scott Fitzgerald (2000) - Ingrid Noll: A patikusnő (2000) - Erich Maria Remarque: Állomás a horizonton (2000) - Erich Maria Remarque: Az ígéret földje (2000) - Ian McEwan: Őrült szerelem (2000) - Donna Leon: Cián Velencében (2000) - Donna Leon: Halál idegenben (2000) - Franz Kafka: A nyolc oktávfüzet (2000) - Dr. Seuss: Hogyan lopta el a Görcs a karácsonyt (2000) - Ian McEwan: A képzelgő (2001) - Franz Kafka: Töredékek füzetekből és papírlapokról (2001) - Greg Hildebrandt: Tolkien-évek (2001) - Shemuel Katz: Sorsom volt a kivétel (2002) - Raymond Smullyan: Sherlock Holmes sakkrejtvényei (2002) - Josefine Mutzenbacher (Felix Salten): Egy kis bécsi kurva emlékezései (2002) - Oscar Wilde: Sóhaj a mélyből (2002) - Alexander Grossman: Első a lelkiismeret (2003) - Wilhelmine Schröder-Devrient: Egy énekesnő emlékiratai (2003) - Patrick Süskind: Sommer úr története (2003) - Oscar Wilde: Teleny (2003) - Virginia Woolf: Felvonások között (2003) - Franz Kafka: Innen el (2004) - Benczúr Gyula: Drága Linám! - Levelek (2004) - Wolfram von Eschenbach: Parzival (2004) - Jonah Black fekete naplója I-IV. (2004-2005) - Virginia Woolf: A hullámok (2004) - Virginia Woolf: A világítótorony (2004) - Cornelia Funke: Bűvölet (2005) - Walter Moers: Az álmodó könyvek városa (2005) - Melvin Burgess: Nem mondod! (2005) - Oskar Panizza: Holdtörténet (2005) - Paul Scheerbart: Lesabéndió (2005) - Peter Rosegger-Adalbert Stifter: Hegyikristály (2005) - Ludwig Thoma: Karácsony éjszakája (2005) - Elfriede Jelinek: Kéj (2005) - Elfriede Jelinek: Egy sportdarab (2006) - Melvin Burgess: Négykézláb (2006) - William Morris: A világ-túlja erdő (2006) - Gustav Meyrink: Az órás (2006) - Arthur Conan Doyle: A gázember (2006) - Arthur Conan Doyle: Múmiák meg médiumok (2006) - Adalbert Stifter: Brigitta (2006) - Michael Ende: A kis firkások (2007) - Virginia Woolf: Éjre nap (2007) - Virginia Woolf: Messzeség (2007) - Virginia Woolf: Az évek (2007) - Raymond Chandler: Az emeleti ablak (2009) - Alexandra Fischer-Hunold: Kincsvadász kísértet (2010) - Alexandra Fischer-Hunold: Szörnyűséges születésnap (2010) - Alexandra Fischer-Hunold: A dilinyós tűzbarát (2011) - Alexandra Fischer-Hunold: Malaclopás a Kedvenckertben (2011) |

## Díjai, kitüntetései
- Robert Graves-díj (1972)
- Kassák Lajos-díj (1974)
- Füst Milán-díj (1975)
- József Attila-díj (1978)
- Alföld-díj (1984, 2012)
- Forintos-díj (1984)
- Áprily Lajos-díj (1986)
- Déry Tibor-díj (1986)
- Szép Ernő-jutalom (1989)
- Weöres Sándor-díj (1990)
- Magyar Köztársaság Babérkoszorúja díj (1996)
- Üveggolyó-rend (1997)
- Tekintet-díj (1998)
- Kossuth-díj (1998)
- Bárka-díj (2000)
- Tiszatáj-díj (2001)
- Szépíró-díj (2007)
- Goethe-érem (2007)
- Prima Primissima díj író-költő kategóriában (2007)
- A Magyar Köztársasági Érdemrend középkeresztje a csillaggal (polgári tagozat, 2009)
- Artisjus-díj (2009)
- Babits Mihály Alkotói Emlékdíj[14] (2010)
- A Nemzet Művésze (2014)[15]
- Budapest díszpolgára (2021) /posztumusz/[16]